# حمامى راحية
الحمامى الراحية هي احمرار يصيب راحة اليدين في منطقتي الضرة والرانفة.:139

## الأسباب
ترتبط هذه الحالة مع بعض التغيرات الفيسيولوجية وكذلك بعض التغيرات المرضية. من هذه التغيرات المرضية فرط ضغط الدم البابي. يمكن أيضًا مشاهدة هذا الحالة في المرضى باعتلال في وظائف الكبد، مثل أمراض الكبد المزمنة (التهاب الكبد المزمن )، وفي النساء الحوامل، وكذلك في المصابين بكثرة كريات الدم الحمر.
يمكن أن تظهر الحمامى الراحية أيضًا كنتيجة للتسمم الدرقي وللجلادات مثل الإكزيمة والصداف وترتبط أيضًا مع توسع الشعيرات العميق. ويمكن أن تظهر بشكل طبيعي في الإنسان.
بسبب زيادة نسبة الاستروجين في كلا من تشمع الكبد والحمل، لذلك فإنه يعتقد بأن السبب وراء ظهور الحمامى الراحية هو الاستروجين الذي يعمل على زيادة الوعائية. حديثًا تم أيضًا وضع أكسيد النيتريك في قائمة الاتهام في التسبب بالحمامى الراحية[بحاجة لمصدر].
تحدث الحمامى الراحية في نحو 30% من المصابين بالتهاب المفاصل الروماتويدي خصوصًا أولئك الذين لديهم نسبة مرتفعة من الخضاب.
يمكن مشاهدة الحمامى الراحية أيضًا في حالات الإصابة بالفيروسة الكوكساكية أ (أمراض اليد، والرجل، والفم)، والزهري الثانوي.